# Star Walk
Star Walk es una aplicación educativa de astronomía desarrollada por Vito Technology, que permite a los usuarios explorar objetos celestes en tiempo real a través de la pantalla de sus dispositivos. La aplicación se presenta en el mercado de software móvil desde 2001 y está disponible para iOS, Android y Windows. Desde su lanzamiento, Star Walk ha sido descargado por más de 10 millones de usuarios en todo el mundo.
El objetivo de Star Walk es ayudar a los aficionados a la astronomía, estudiantes y profesionales a localizar e identificar más de 200,000 estrellas, planetas, constelaciones y satélites en el cielo nocturno, proporcionando información detallada sobre ellos. 

## Funcionalidades
La aplicación ayuda a determinar la posición exacta de los objetos celestes en el cielo. También incluye información adicional sobre cúmulos estelares, lluvias de meteoritos, flares de satélites, galaxias y nebulosas, junto con la posición actual de planetas enanos, cometas, asteroides y satélites artificiales.
Star Walk también proporciona un panel de espacio en una sola pantalla, que muestra cuándo el Sol (y los planetas potencialmente visibles) se levanta y se pone en su ubicación, junto con la fase lunar actual, el ángulo de elevación y la duración del día. 
Star Walk muestra a los usuarios una lista de los próximos eventos celestiales que pueden agregar al calendario y establecer un recordatorio para ellos. 
Además, la aplicación está equipada con la función de máquina del tiempo (Time Machine) que brinda la oportunidad de rebobinar o adelantar el tiempo para explorar el mapa del cielo nocturno en el pasado y en el futuro. Además, Star Walk utiliza la cámara del dispositivo iOS para la función de realidad aumentada. Combina los datos de imagen de la cámara con el mapa estelar para brindar al usuario una vista en tiempo real de los objetos celestes.

## Star Walk 2
Star Walk 2 es una versión sólida de la aplicación original de astronomía, Star Walk. Esta nueva versión tiene una interfaz rediseñada y ofrece una variedad de modos de cámara: itinerancia libre, desplazamiento/manual y realidad aumentada. La vista de realidad aumentada permanece como un remanente de la aplicación original. Para explorar los objetos del cielo nocturno, el usuario puede orientar el dispositivo hacia el cielo para que la aplicación active la cámara y los objetos diseñados se vean superpuestos en los objetos del cielo. 
Los usuarios pueden desplazarse por una lista de objetos visibles en cualquier noche y desde cualquier lugar de la Tierra. Al tocar el nombre de un objeto, aparecen ventanas emergentes que le brindan información sobre el objeto, un enlace de Wikipedia para obtener más detalles y una opción 3D, si hay una para ese elemento. 
La aplicación Star Walk 2 también tiene un feed "What's New" ("Que hay de nuevo") donde se muestran las últimas noticias de astronomía. 
El desarrollador ofrece una versión sin publicidad por $2.99 con expansiones que agregan objetos de cielo profundo, satélites, etc. por $0.99 cada uno.

## Lanzamiento
Star Walk se estrenó el 8 de noviembre de 2008 para iPhone y iPod Touch. El 4 de marzo de 2010 se lanzó una versión para iPad . 
Star Walk para Android fue lanzado el 9 de enero de 2014. A partir del 31 de julio de 2018, Star Walk se volvió gratuito para todos los dispositivos iOS. 
Star Walk 2 para iOS se lanzó el 21 de agosto de 2014. Una versión de Star Walk 2 para dispositivos Android se estrenó el 11 de marzo de 2015. 

## Reseñas
Además de su éxito comercial, Star Walk fue muy bien recibido por la crítica. En WWDC 2010, Star Walk ganó un Apple Design Award por la versión de iPad. A partir de 2012, ganó el Premio Gold de Parents 'Choice en la categoría "Aplicaciones móviles", Premio Academics' Choice, y el Premio de la Cumbre Mundial en la categoría "Entretenimiento y estilo de vida". Además, The Webby Awards 2012 nominó a Star Walk en la categoría "Educación y referencia".

## Comentarios
A partir de enero de 2013, el sitio web de noticias Mashable enumera una calificación de 4.9 (de 5) y el número 1 en las 5 mejores aplicaciones que los niños no pueden perderse.
Kit Eaton, del New York Times, habló de "las bellas imágenes que utiliza para mostrar constelaciones y detalles en los planetas".
Mel Martin de TUAW llamó a Star Walk "una de las grandes demostraciones de la tecnología de Apple".
Anteriormente, Bob Tedeschi lo describió como la aplicación que "despertará a su astrónomo interno".
Lonnie Lazar de Cult of Mac se ofreció a usar la aplicación "para observar las estrellas y mostrar algunas de las capacidades de mi iPhone a amigos y extraños curiosos".
Soggy Astronomer escribió que "esta aplicación trae la antigua carta estelar de papel a la era de los teléfonos inteligentes y hace que la exploración del cielo nocturno sea fácilmente accesible para todos".
Derek Walter, de RedOrbit.com, lo recomendó para estudiantes y maestros, y dijo "si eres o no un profesor de astronomía, Star Walk es una aplicación inmersiva que permite a los estudiantes explorar el universo".